# Jules Bucquoy
Pour les articles homonymes, voir Bucquoy (homonymie).
Jules Bucquoy (1829-1920) est un docteur en médecine, membre puis président de l'Académie de médecine, professeur agrégé de la Faculté de médecine de Paris, auteur de nombreuses publications scientifiques.

## Biographie
Fils d'un médecin des épidémies de France, Jules Marie Edmé Bucquoy, né à Péronne (Somme) le 14 août 1829, commence ses études médicales en 1847 à Amiens avant de les poursuivre à Paris où il devient interne des Hôpitaux de Paris en 1852. Après sa thèse de doctorat, il exerce à l'hôpital des Enfants malades (1866), à l'hôpital Saint-Antoine (1868), à l'hôpital Cochin (1870), à l'Hôtel-Dieu (1884). Sa thèse d'agrégation en poche lui permet d'être nommé professeur de la Faculté de médecine de Paris en 1863.
Il se marie avec Maryvonne Louise Danyau, fille du médecin Antoine Constant Danyau, accoucheur obstétricien.
Il publie de nombreux mémoires sur le choléra, le scorbut, les pleurésies purulentes et les maladies du cœur. Il fait connaître et propage en France une plante aux vertus thérapeutiques cardiaques, le Strophantus. Le sanatorium maritime de Banuyls-sur-mer (Pyrénées orientales) acquiert, grâce à lui, un nouveau développement.
Il meurt le 30 juin 1920 place de la Trinité à Paris 9e, « tué par un autobus ».

## Distinctions
- 1870: Chevalier de la Légion d'honneur
- 1874: vice-président de l'Association générale des Médecins de France
- 1882: membre de l'Académie de médecine
- 1887: Président de l'Œuvre nationale des hôpitaux marins (fondée par Hippolyte Pallu)
- 1894: Officier de la Légion d'honneur
- 1895: membre honoraire des Hôpitaux de Paris
- 1908: président de l'Académie de médecine

## Publications[5]
- Sur les propriétés cardiaques des Strophantus (1889)
- Leçons cliniques sur les maladies du cœur (1873)
- Essai monographique sur les Dianthus des Pyrénées françaises (dessins de Jules Bucquoy, écrit par Édouard Timbal-Lagrave) (1881)
- Les mollusques marins du Roussillon (écrit avec Gustave Dollfus et Philippe Dauzenberg) (1886-1898)
- Du traitement des épanchements pleurétiques récents par la ponction dite capillaire avec aspiration (1874)
- Le Scorbut à l'hôpital Cochin pendant le siège de Paris (1871)
- La Pleurésie dans la gangrène pulmonaire (1875)